# DFB-Pokal 1957
De DFB-Pokal 1956/57 was de 14e editie van de strijd om de Duitse voetbalbeker. Het toernooi begon op 1 april 1957 en de finale werd gespeeld op 29 december 1957. Er deden, net als de vorige editie, 5 teams mee. In de finale won Bayern Munchen van Fortuna Düsseldorf met 1-0. Het was de eerste keer dat Bayern Munchen de beker won. De finale werd bekeken door 44.000 toeschouwers en de wedstrijd werd gefloten door Albert Dusch. De wedstrijd werd gespeeld in het Rosenaustadion. Het enige doelpunt in de finale werd gescoord door Jobst in de 78e minuut van de wedstrijd.

## Kwalificatieronde
| 1 April 1957 |       |                |
| Spandauer SV | 1 – 4 | Bayern Munchen |

## Halve finale
| 1 Juli 1957        |       |                   |
| Bayern Munchen     | 3 – 1 | 1. FC Saarbrücken |
| Fortuna Düsseldorf | 1 – 0 | Hamburger SV      |

## Finale
| 29 December 1957   |       |                |
| Fortuna Düsseldorf | 0 – 1 | Bayern Munchen |

Tschammerpokal:
1935 · 
1936 · 
1937 · 
1938 · 
1939 ·
1940 · 
1941 · 
1942 · 
1943 

DFB-Pokal:
1952/53 · 
1953/54 · 
1954/55 · 
1955/56 · 
1956/57 · 
1957/58 · 
1958/59 · 
1959/60 · 
1960/61 · 
1961/62 · 
1962/63 · 
1963/64 · 
1964/65 · 
1965/66 · 
1966/67 · 
1967/68 · 
1968/69 · 
1969/70 · 
1970/71 · 
1971/72 · 
1972/73 · 
1973/74 · 
1974/75 · 
1975/76 · 
1976/77 · 
1977/78 · 
1978/79 · 
1979/80 · 
1980/81 · 
1981/82 · 
1982/83 · 
1983/84 · 
1984/85 · 
1985/86 · 
1986/87 · 
1987/88 · 
1988/89 · 
1989/90 · 
1990/91 · 
1991/92 · 
1992/93 ·
1993/94 · 
1994/95 · 
1995/96 · 
1996/97 · 
1997/98 · 
1998/99 · 
1999/00 · 
2000/01 · 
2001/02 ·
2002/03 · 
2003/04 ·
2004/05 · 
2005/06 ·
2006/07 · 
2007/08 ·
2008/09 ·
2009/10 · 
2010/11 ·
2011/12 ·
2012/13 ·
2013/14 ·
2014/15 ·
2015/16 ·
2016/17 ·
2017/18 ·
2018/19 ·
2019/20 ·
2020/21 .
2021/22 ·
2022/23 ·
2023/24 .
2024/25